# Лаос на летних Олимпийских играх 1980
Лаос принимал участие в Летних Олимпийских играх 1980 года в Москве (СССР) в первый раз за свою историю, но не завоевал ни одной медали.